# Бєляков Ігор Миколайович
Ігор Миколайович Бєляков (рос. Игорь Николаевич Беляков, 3 листопада 1934, Москва, Російська РФСР — 6 березня 1993, Київ, Україна) — радянський, український кінооператор. Лауреат ряду кінопремій.
У 1963 закінчив ВДІК (операторський факультет, майстерня Б. Волчека).
У 1967—1993 рр. — оператор Київської кіностудії імені А. П. Довженка.

## Фільмографія
Операторські роботи на кіностудії ім. О. Довженка:
- 1963 — Суд іде
- 1965 — Хочу вірити
- 1966 — Всюди є небо
- 1967 — Весняні етюди
- 1968 — Гольфстрим
- 1969 — Варчина земля (4 серії, у співавт.; Картина удостоєна «Призу за Найкращий багатосерійний кольоровий фільм» на ВКФ телевізійних фільмів у Москві, 1969 р.[1])
- 1970 — Назвіть ураган «Марією»
- 1971 — Лада з країни Берендеїв
- 1973 — Коли людина посміхнулась
- 1975 — Ральфе, здрастуй!
- 1975 — Червоний півень плімутрок
- 1977 — На короткій хвилі
- 1979 — Незрима робота
- 1980 — Довгі дні, короткі тижні…
- 1982 — Сімейна справа
- 1983 — Карусель
- 1985 — Стрибок
- 1986 — Поруч з вами
- 1987 — Чехарда
- 1987 — Квартирант
- 1990 — Українська вендета (2-й оператор у співавт.)
- 1990 — Рябий пес, що біжить краєм моря (СРСР—Німеччина; у співавт.)
- 1991 — Ніагара
- 1992 — Мелодрама із замахом на вбивство
- 1993 — Заручники страху

та інші фільми…

## Фестивалі та премії
- 1969 — Лауреат премії АН СРСР ім. М. В. Ломоносова за науково-популярний фільм «Наука про привидів»
- 1970 — Гран-прі, Золота медаль і диплом МКФ в Будапешті за науково-популярний фільм «Наука про привидів»
- 1983 — Республіканський кінофестиваль у Жданові призів удостоєні режисер Микола Малецький та оператор Ігор Бєляков за фільм «Сімейна справа» (1982)[2].
- 1984 — Головний приз телефестивалю «Злата Прага» за фільм «Карусель» (1983).
- 1986 — Республіканський кінофестиваль у Жданові: Приз Держкіно України і диплом Ігорю Бєлякову за фільм «Стрибок» (1985)[2].